# 하나로 (익산시)
하나로는 대한민국 전북특별자치도 익산시와 충청남도 논산시를 잇는 간선도로이다. 2021년 12월 익산일반산업단지 진입도로(익산~연무IC) 구간이 개통되었다.

## 연혁
- 2008년 4월 : 익산시 여양동 ~ 삼기면 서두리 6.645km 구간 개통[2]
- 2009년 12월 30일 : 익산시 삼기면 서두리 1.06km 구간 개통[3]
- 2021년 12월 17일: 익산일반산업단지 진입도로 임시 개통[4]
- 2023년 5월 31일: 2개 이상 시·도에 걸쳐 있는 도로의 도로명으로 ‘하나로’를 부여[5]